# Ach, so ist das?!
Ach, so ist das?! ist eine Sammlung von Comic-Reportagen von Martina Schradi über Erfahrungen von LGBTIQ*, bei der sie die Politologin Christine Burmann unterstützt. Das Projekt, zu dem neben den Comics auch eine Wanderausstellung und ein Animationsfilm gehören, wird in Zusammenarbeit mit dem Verein Trotzdem! betrieben. Schradi stellte Ach, so ist das?! erstmals im Jahr 2013 vor, seitdem sind einige der Comics auf der Projektseite online verfügbar. Der Zwerchfell Verlag veröffentlichte zwei Sammelbände als Printausgaben 2014 beziehungsweise 2017. Das Projekt wurde mehrfach ausgezeichnet und gefördert.

## Konzeption und Inhalt
Unter dem Titel Ach, so ist das?! sammelt Martina Schradi biografische Geschichten über „Lebensweise und Erfahrungen von LGBTIQ* – Lesben, Schwulen, Bisexuellen, Trans, Intergeschlechtlichen und Queers“ und zeichnet daraus Comics. Im Vordergrund steht dabei, mit welchen Schwierigkeiten Menschen umzugehen haben, deren sexuelle Orientierung oder Geschlechtsidentität nicht der Mehrheit entspricht. Mit ihren Comics möchte Schradi einen Beitrag gegen die Ablehnung, Ausgrenzung und Diskriminierung von LGBTIQ* leisten, sei es am Arbeitsplatz, im Gesundheitswesen oder Vereinen. Mit Hilfe des Mediums sollen Erlebnisse, Identität und Lebensweise mehr Sichtbarkeit erfahren und begreifbar gemacht werden. Im Folgenden wird der Inhalt einiger Biografien exemplarisch wiedergegeben.
Die erste Episode gibt eine kurze Begegnung der beiden Mütter Marta und Luisa, ihrem Sohn und einer Nachbarin wieder. Am Gartenzaun fragt sie, wessen Sohn Felix denn eigentlich sei. Auf die eingeübte Antwort, sie seien beide die Mütter, entgegnet die Nachbarin „Hauptsache es is gesund“; ein vermeintlich kleiner und alltäglicher Seitenhieb auf die Regenbogenfamilie.
Der 29-jährige Dieter arbeitet in Bayern als Lehrer, möchte es aber nicht riskieren, sich an seiner Schule als schwul zu outen. Er hat zu große Sorgen vor negativen Reaktionen und unbegründeten Vorwürfen durch Eltern, er wolle sich den Jungs in seiner Klasse auf unangebrachte Weise annähern.
Sefik lehnt das binäre Geschlechterkonstrukt ab und identifiziert sich weder als weiblich noch männlich. Als intersexuellem Menschen fehlen Sefik eigens zugedachte Orte und Sefik muss sich im Alltag, oft in Sekundenschnelle, zwischen weiblich und männlich entscheiden. Durch die weibliche Sozialisierung wählt Sefik oft die den Frauen zugedachten Orte. In der konkreten Geschichte verweist die Beamtin in der Flughafenkontrolle an ihren männlichen Kollegen, der Sefik wegen der Brüste als Frau einordnet. Vollkommen schockiert bricht er die Durchsuchung ab, mit der Sefik selbst kein Problem hatte.
Helen berichtet von ihrem Coming-out. Mit 25 fasste sie endlich den Mut und erzählte ihren Eltern, dass sie lesbisch ist. Das verlief für sie eher enttäuschend, da insbesondere ihre Mutter lange brauchte, um die Tatsache letztendlich zu akzeptieren. Lange fragte sie, ob die Tochter nicht doch noch den Richtigen kennengelernt hätte.
Daniela fühlte sich mit ihrer Zuordnung als Junge und später Mann nie wohl. Durch äußere Umstände und nicht unbedingt gewollt, begann sie Kampfsport zu trainieren. Durch die sportlichen Erfolge schaffte es Daniela bis nach Japan, wo sie in einem Interview gefragt wurde, ob sie jemals daran gedacht hätte, ein Samurai zu werden. Bedingt durch diesen Auslöser und ihre Erfahrungen als Kampfsportlerin hatte sie erstmals den Mut, sich als Frau zu zeigen.

## Entstehung und Stil
Schradi saß mit Freunden in einem Café und tauschte mit ihnen Coming-Out-Geschichten und Diskriminierungserfahrungen aus. Ausgehend von diesen alltäglichen „kleine[n] Spitzen und Anekdoten“, kam sie anschließend auf den Gedanken, diese „eigentlich so gute[n] Geschichten“ als Comic festzuhalten. Einen weiteren Anlass fand sie in zum Teil heftigen Diskussionen in Baden-Württemberg: Ein neuer Bildungsplan der Landesregierung sollte für mehr Aufklärung von Lebensweisen jenseits heteronormativer Vorstellungen sorgen, was auf teilweise große Ablehnung stieß. Auch einzelne Studien, etwa zu homophobem Verhalten oder Diskriminierung am Arbeitsplatz, trugen als Anregung bei.
Anfangs fragte Schradi vor allem in ihrem Bekanntenkreis nach interessanten Erlebnissen. Mit der Unterstützung von AVIVA-Berlin, einem Online-Magazin für Frauen, verschickte sie im April 2013 eine Pressenachricht, auf die sie zahlreiche Antworten aus ganz Deutschland erhielt. Aus diesen ergaben sich rund 60 „gute Storys“, von denen Schradi aber nur einen Teil umsetzen konnte. Bei der Auswahl hatte sie das Ziel, ein breites Themenspektrum abzudecken. Für die jeweilige Geschichte koordinierte sie sich mit den Teilnehmern im Alter zwischen 20 und 68 Jahren per Telefon und E-Mail. Sie stimmte ihre Umsetzung eng mit ihnen ab, bis hin zu Details wie Lieblingsfarbe und bevorzugter Kleidung, was für Schradi wichtig war, damit „sie sich in ihrer Geschichte verstanden fühlen“. Die intensive Zusammenarbeit mit den Beteiligten stellte für Schradi eine der größten Herausforderungen dar.
Sie entschied sich bewusst für ein Medium, das „nicht so mit dem Zeigefinger ist, sondern humorvoll und niederschwellig“, um möglichst viele Leute erreichen und deren Interesse wecken zu können. Inspiriert wurde sie unter anderem durch die Arbeiten der US-amerikanischen Comic-Künstlerin Alison Bechdel. Trotz der gewollten Authentizität verwendet sie typische Stilmittel des Comics, wie etwa (unrealistisch) überzeichnete und übertriebene Darstellungen. Die kurzen Reportagen haben je einen Umfang von ein bis drei Seiten und sind mit einem einfachen Zeichenstil in Farbe umgesetzt.

## Veröffentlichungen
Schradi stellte ihr Comic-Projekt erstmals am 21. September 2013 in Nürnberg im Rahmen des „LSBTI-Herbstes“ vor. Seitdem sind einige der Kurzcomics auf der Internetseite des Projekts abrufbar; Schradi ergänzt fortlaufend neue Geschichten. Zum Start waren 20 Episoden fertiggestellt. Insgesamt ist ein Umfang von 30 bis 40 Comics geplant. Neben Deutsch sind manche der Geschichten auch in Englisch, Russisch und Spanisch online verfügbar.
Im Juni 2014 veröffentlichte der Zwerchfell Verlag in Stuttgart eine Printausgabe, von der 2016 eine zweite Auflage gedruckt wurde. Im hinteren Teil des Buches befindet sich ein Glossar, das Begriffe wie Adoptionsrecht, Gender und Transsexuell erklärt. August 2017 folgte ein zweiter Band beim gleichen Verlag.
Eine Darstellung des Projekts von Schradi und Burmann erschien 2015 unter dem Titel Ach, so ist das?! Ein Antidiskriminierungsprojekt zu LSBTI* auch für die Schule in dem Sammelband Teaching Gender? Zum reflektierten Umgang mit Geschlecht im Schulunterricht und in der Lehramtsausbildung beim Transcript Verlag. Hier beschreiben die Autorinnen, wie die Comics eine Auseinandersetzung mit dem Thema LGBTIQ* fördern und in Workshops für Schüler, (angehende) Lehrkräfte und Multiplikatoren eingesetzt werden können.
Gemeinsam mit der Bayerischen Landeszentrale für politische Bildungsarbeit konzipierten Schradi und Burmann 2019 den Materialschuber lgbtiq.elementar, in dem auch drei Comics aus Ach, so ist das?! enthalten sind. Der Schuber umfasst zwölf methodische Zugänge, die Vorschläge für einen offenen Umgang mit Diversität bezogen auf sexuelle Orientierung und Geschlechtsidentität an Schulen enthalten.

## Ausstellungen und Veranstaltungen
Aus den gesammelten Comics entstand eine Wanderausstellung, die in Teilen erstmals im September 2013 anlässlich der Verleihung des Internationalen Nürnberger Menschenrechtspreises an Kasha Jacqueline Nabagesera zu sehen war. Zum Start der Ausstellung ließ Schradi das Material in einer ersten Auflage von 20 Stück ohne Unterstützung durch einen Verlag drucken, bestehend aus unterschiedlichen Postern, die größtenteils die Comics in Originalgröße darstellen. Die Ausstellung ist in zwei Teile mit verschiedenen Schwerpunkten gegliedert. Der erste Teil konzentriert sich unter anderem auf bisexuelle Identität, Non-Binarität sowie Migration und Flucht von LGBTI*, bei zweiterem geht es zum Beispiel um Coming-out, Diskriminierungserfahrungen, Regenbogenfamilien sowie Homosexualität und Kirche. Das Material kann über die Projektseite bestellt werden.
Die Wanderausstellung war laut Projektseite an mehr als 1300 Veranstaltungsorten zu sehen – neben Deutschland auch in Belgien, Finnland, Italien, Kanada, Österreich, Russland, der Schweiz, Tunesien, der Ukraine und den USA – etwa vom 4. bis zum 7. November 2013 an der Albert-Ludwigs-Universität Freiburg, ab dem 4. April bis zum 4. Juli 2014 im Erlanger Museum Villa an der Schwabach, vom 1. bis 13. November 2016 als Ausstellung im Foyer des Staatlichen Museums für Archäologie Chemnitz, von Anfang November 2022 bis Ende Februar 2023 in der Albert-Vigoleis-Thelen-Stadtbibliothek am Rathausmarkt in Viersen oder vom 28. März bis zum 31. Mai 2023 an der Beruflichen Schule Bergstraße in Hamburg. Die Thüringer Landeskoordination „Schule ohne Rassismus – Schule mit Courage“ bietet in Zusammenarbeit mit dem Aufklärungsprojekt miteinanders und pro familia an, die Ausstellung an Schulen in ihrem Zuständigkeitsbereich zu vermitteln und die Organisation zu unterstützen.
Seit 2015 bekommen Schradi und Burmann immer wieder die Gelegenheit, ihre Arbeit auf Veranstaltungen und bei Workshops vorzustellen, wie der ProutAtWork-Konferenz. Über die Projektseite bieten sie ein Fortbildungsseminar für Lehrkräfte im Raum Nürnberg und Hamburg an.

## Auszeichnungen und Förderungen
Bei der Verleihung des Michael-Schmidpeter-Preises im Jahr 2014, mit dem Schwerpunkt Zivilcourage, wurde Ach, so ist das?! als Projekt mit einem Sonderpreis bedacht. Im folgenden Jahr wurde die erste Printveröffentlichung vom Zwerchfell Verlag beim ICOM Independent Comic Preis als „Sonderpreis der Jury für eine bemerkenswerte Comicpublikation“ berücksichtigt. Harald Havas hält für die Jury fest, Ach, so ist das?! sei ein „großes Projekt, ein wichtiges Projekt […] nicht nur die Publikation selbst, sondern auch die begleitenden Aktivitäten im Netz und realen Poster und Ausstellungen vor Ort“. 2016 wurde die Printausgabe als „außergewöhnliches Buch für Kinder, Jugendliche oder junge Erwachsene“ beim Internationalen Literaturfestival Berlin durch Markus Pfalzgraf lobend erwähnt (Platz 19 von 30).
Das Projekt erhielt in den Jahren 2013 und 2014 Unterstützung als Teil eines Antidiskriminierungsprojekts durch das Bundesministerium für Familie, Senioren, Frauen und Jugend im Rahmen des Bundesprogramms Toleranz fördern – Kompetenz stärken. 2014 wurde Ach, so ist das?! ebenfalls durch die Hannchen-Mehrzweck-Stiftung mit einer Zuwendung von 1100 Euro berücksichtigt. Im Jahr 2018 erhielt das Projekt eine Sammelförderung von der Arcus Stiftung, vom Queeren Netzwerk NRW, der Landesarbeitsgemeinschaft Lesben in Nordrhein-Westfalen, „anders und gleich“ sowie dem Ministerium für Kinder, Jugend, Familie, Gleichstellung, Flucht und Integration des Landes Nordrhein-Westfalen. Die Bundesstiftung Magnus Hirschfeld bewilligte 2020 eine finanzielle Unterstützung von 6000 Euro.

## Animationsfilm
Dank diverser Förderungen konnten im Februar 2021 ein Trailer und Pilotfilm fertiggestellt werden. Neben Schradi waren noch Lukas Thiele sowie Andreas Völlinger als Autoren und Produzenten beteiligt. Regie führte Anna Levinson. Die grafische und technische Umsetzung der Frame-by-Frame Animationen übernahm das Berliner Studio monströös, das auf 2D-Animation und audiovisuelles Storytelling spezialisiert ist. Die erste Folge adaptiert den Comic von Pascal. Der 41-Jährige, der sich zuweilen auch als queer bezeichnet, erzählt von seinem Leben, Familie, Psychotherapie, Zweifeln und dass er es hasst, in Schubladen gesteckt zu werden. Lieber möchte er als Individuum mit vielen Facetten gesehen werden. Neben der deutschen gibt es auch eine englische Fassung unter dem Titel Oh, I See?! Es sind weitere Kurzfilme auf Grundlage der Comis geplant.
Der Pilotfilm war auf verschiedenen auch internationalen Festivals zu sehen; zum Beispiel vom 1. bis zum 3. Oktober 2021 beim 5. Festival of Animation Berlin, im Jahr 2022 vom 7. bis 10. Juli auf dem 12. Prairie Pride Film Festival in Nebraska sowie vom 8. bis 30. September beim Cinema Queer México – Festival de cine oder vom 21. bis zum 25. Februar 2023 auf dem spanischen S*x Education Film Festival im Cinema Catalunya.

## Kritiken
Mit ihrem einfachen Stil treffe Schradi genau den richtigen Ton, hält Björn Bischoff im Tagesspiegel fest. Sie erzähle die Geschichten mit viel Mühe und Feingefühl, ohne zu moralisieren. In wenigen Panels halte sie viel Persönliches fest; mal ginge es an die Substanz, anderes sei einfach nur komisch.
Ein Beitrag auf queer.de fasst den ersten Band von Ach, so ist das?! als ein „bemerkenswertes Buch mit LGBTI-Comicreportagen“ zusammen, das „direkt, persönlich und intim“ ausfalle. An manchen Stellen sei das Ergebnis „erhellend und informativ“, mal erheiternd, könne „aber auch schon mal den bekannten Kloß im Hals spüren“ lassen. Gänzlich „jenseits von gängigen Klischees“ mache die Sammlung „LGBTI-Menschen und ihre Identität […] sichtbar und begreifbar“.
Jana Schulze schreibt für L.MAG – Das Magazin für Lesben, Schradi erzähle in ihren „Comic-Reportagen humorvoll und realtätsnah von alltäglichen Erfahrungen, die ‚Anderssein‘ mit sich bringt“.
Für AVIVA-Berlin schreiben Sylvia Rochow und Laura Fricke, dass die „Darstellung in zeichnerischer Form […] den oft traurigen, zum Teil aber auch komischen Geschichten […] eine angenehme Form der Leichtigkeit“ gäbe. Die getroffene Auswahl der Erlebnisse „vermittelt einen Eindruck darüber, was es bedeutet, als LGBTI in unserer Gesellschaft zu leben“.
In einem Interview mit Bernd Müller für Zeit Leo äußerte Schradi, dass sie größtenteils positive Rückmeldungen zu den Comic-Reportagen erhalte, wobei das „Ganze sehr politisch aufgefasst wird“. Die negative Kritik kommt laut Schradi aus dem fundamental-christlichen Bereich, wo sich Menschen durch Ach, so ist das?! provoziert fühlten. Jenseits von „Schimpfereien im Gästebuch“ finde allerdings kein weiterer Austausch statt. Im September 2013 riss ein aufgebrachter Ausstellungsbesucher die Plakate herunter. Im Gästebuch hinterließ er anschließend Bibelzitate, die verdeutlichen sollten, dass „Homosexualität geradewegs in die Hölle führe“.